# Boudri
Boudri är en ort i Burkina Faso.   Den ligger i provinsen Province du Ganzourgou och regionen Plateau-Central, i den centrala delen av landet, 90 km öster om huvudstaden Ouagadougou. Boudri ligger 308 meter över havet och antalet invånare är 1 682.
Terrängen runt Boudri är platt. Närmaste större samhälle är Zorgho, 13,3 km öster om Boudri.
Trakten runt Boudri består till största delen av jordbruksmark. Runt Boudri är det ganska tätbefolkat, med 111 invånare per kvadratkilometer.